# Hermann Betschart
Hermann Betschart (19. december 1910 - 1950) var en schweizisk roer og dobbelt olympisk medaljevinder.
Betschart deltog i hele tre forskellige discipliner ved OL 1936 i Berlin. Han var med i schweizernes firer med styrmand, der vandt en sølvmedalje, samt i firer uden styrmand, hvor det blev til en bronzemedalje. Betschart udgjorde sammen med brødrene Hans og Alex Homberger samt Karl Schmid roerne i begge bådene, mens Rolf Spring var styrmanden i fireren med styrmand. Han var desuden en del af schweizernes otter ved de samme lege. Det var det eneste OL, han deltog i.
Betschart vandt desuden to EM-guldmedaljer i firer uden styrmand, en i 1935 og en i 1938.

## OL-medaljer
- 1936:  Sølv i firer med styrmand
- 1936:  Bronze i firer uden styrmand